# Eksplosionerne i Hellerup 2024
Eksplosionerne i Hellerup var to eksplosioner, der foregik ca. 100 meter fra Israels ambassade i Hellerup nord for København kl. ca. 03.20 natten til 2. oktober 2024. Ingen mennesker kom til skade. Ambassaden blev heller ikke ramt. Ifølge politiet kan der være tale om håndgranater. Samme dag var det endnu uvist, om ambassaden var gerningsmændendes mål.
Der blev anholdt tre svenskere (i alderen 15-20 år) i forbindelse med sagen i løbet af dagen. Den ene på gerningsstedet, de to andre i et tog, holdende på Københavns Hovedbanegård, der ifølge politiet havde kurs mod Padborg. De blev anholdt ved halv et-tiden om eftermiddagen. De anholdte blev ført ud af toget iklædt dna-dragter, for at sikre eventuelle spor. To af de anholdte er sigtet for ulovlig våbenbesiddelse.
De to, en dreng på 16 år og en mand på 19 år, blev varetægtsfængslet ved et grundlovsforhør 3. oktober i Københavns Byret. De nægtede sig begge skyldige. Under grundlovsforhøret fremgik det, at de er sigtet for at have transporteret og været i besiddelse af fem håndgranater, at have kastet to af dem mod en bygning, hvorefter de landede på en tagterrasse og blev bragt til sprængning.
Ifølge retsdokumenter er begge sigtede kendt af svensk politi. Mens den 19-årige er tiltalt for at have kørsel uden førerret under påvirkning af narkotika, skal den 16-årige have begået et butikstyveri. Dokumenterne viser ingen tilknytning til bandemiljøet i Sverige.